# Diplo (album)
Diplo è il quarto ed eponimo album in studio del produttore discografico statunitense Diplo, pubblicato nel 2022.

## Tracce
1. Don't Forget My Love (con Miguel) – 3:19
2. High Rise (feat. Amtrac e Leon Bridges) – 3:30
3. Your Eyes (con Ry X) – 4:14
4. One by One (feat. Elderbrook e Andhim) – 3:00
5. Promises (con Paul Woolford e Kareen Lomax) – 3:21
6. Right 2 Left (con Melé feat. Busta Rhymes) – 2:34
7. Humble (con Lil Yachty) – 3:27
8. On My Mind (con Sidepiece) – 3:09
9. Don't Be Afraid (con Damian Lazarus feat. Jungle) – 3:23
10. Let You Go (con TSHA feat. Kareen Lomax) – 3:54
11. Forget About Me (Nite Version; con Aluna e Durante) – 5:36
12. Make You Happy (con WhoMadeWho) – 4:13
13. Waiting for You (con Seth Troxler feat. Desire) – 5:36
14. Looking for Me (con Paul Woolford e Kareen Lomax) – 3:31